# Pieter Groenier
Pieter Groenier (Amsterdam, 13 januari 1951 — Rozendaal, 6 juli 2014) was een Nederlands acteur, voornamelijk bekend door hoorspelen.

## Levensloop
Groenier was de jongste zoon van Ben Groenier uit het huwelijk met Mary Smithuysen. Groenier was tevens de halfbroer van Benita en Germaine Groenier. Op zijn achttiende jaar vervulde hij een kleine rol in "Hippolytus" van Euripides. Ruim een jaar volgde Groenier de toneelschool en werkte sinds 1971 mee aan theater-, radio-, film-, en televisieproducties, zoals Sil de Strandjutter (1976) en de film Ademloos.
Pieter Groenier overleed op 6 juli 2014 te Rozendaal.

## Filmografie
Een overzicht van rollen:
- Gemeinsame Normdatei: 1061342891
- Virtual International Authority File: 311613123